# Phyllomorpha
Genre
Phyllomorpha est un genre d'insectes hétéroptères (punaises) de la famille des Coreidae, de la sous-famille des Coreinae et de la tribu des Phyllomorphini.

## Étymologie
Phyllo " feuille ", morpha " en forme de ".

## Distribution
Europe méridionale (du Portugal à la Roumanie et à la Turquie en passant par le Sud de la France).

## Espèces
Selon ITIS (10 déc. 2015) :
- Phyllomorpha lacerata Herrich-Schäffer, 1835
- Phyllomorpha laciniata (Villers, 1789)